# 熱帶斑海豚
熱帶斑海豚（學名：Stenella attenuata），又稱熱帶點斑原海豚，是一種生活在全球熱帶到溫帶海域的海豚，世界上数量最多的海豚之一。
熱帶斑海豚約 10-12 歲成熟，平均寿命约 40 岁。成體全長 1.66-2.57 m，體重 100-120 kg，雄性比雌性略大。具有流線形的軀幹與鐮刀狀的背鰭，背鰭下方有一片深灰色區域，腹部為淺灰色。成年個體吻部尖端呈白色，身上佈滿斑點。初生幼體無斑點，隨着年齡增長斑點開始出現，背部的斑點顏色較淺而腹部的較深，至成年時腹部斑點顏色由深轉淺；斑點隨年齡增長而不斷增多，有些老年個體甚至斑點多到無法辨識表皮的底色。
熱帶斑海豚喜歡成群活動，有時會接近船隻乘浪跳躍，性情相當活潑。游速很快，可達 22 km/h。通常棲息在水深 50 m 以內的淺海，較少潛入深水區。

## 延伸阅读
- William F. Perrin：东太平洋和夏威夷的斑海豚及飞旋海豚变种 （页面存档备份，存于）
- William F. Perrin《Encyclopedia of Marine Mammals》（ISBN 978-0-12-551340-1）P 865–867：热带斑海豚
- 马克· 卡沃尔廷《Whales Dolphins and Porpoises》（ISBN 0-7513-2781-6），英国多林金德斯利有限公司出版手册
- Reeves，Stewart，Clapham，Powell《National Audubon Society Guide to Marine Mammals of the World》（ISBN 0-375-41141-0）